# Неотропічний погонич
Неотропічний погонич (Laterallus) — рід журавлеподібних птахів родини пастушкових (Rallidae). Представники цього роду мешкають в Америці.

## Види
Виділяють тринадцять видів:. 
- Погонич жовтоволий (Laterallus flaviventer)[11]
- Погонич американський (Laterallus jamaicensis)
- Погонич галапагоський (Laterallus spilonota)
- Погонич уругвайський (Laterallus spiloptera)[11]
- Пастушок тристанський (Laterallus rogersi)[11]
- Погонич рудий (Laterallus ruber)
- Погонич оливковий (Laterallus melanophaius)
- Погонич венесуельський (Laterallus levraudi)
- Погонич парагвайський (Laterallus xenopterus)
- Погонич біловолий (Laterallus leucopyrrhus)
- Погонич амазонійський (Laterallus exilis)
- Погонич білогорлий (Laterallus albigularis)
- Деркач колумбійський (Laterallus fasciatus)